# Кріс Мартін
Крістофер Ентоні Джон Мартін (англ. Christopher Anthony John Martin) — англійський співак, автор пісень, продюсер, меценат; фронтмен, вокаліст і клавішник групи Coldplay, народився 2 березня 1977 року в місті Ексетер графства Девоншир (Англія). Під час навчання в університеті 1996 року разом з Джонні Баклендом утворив рок-гурт під назвою Pectoralz, який в 1998 році був перейменований в Coldplay.
Мартін разом з іншими членами Coldplay отримав всесвітню популярність з випуском сингла Yellow у 2000 році. Завдяки цій пісні гурт вперше ввійшов у список номінантів на Нагороду «Греммі» за найкращу рок-пісню у 2000 році. Гурт також отримав всесвітнє визнання та декілька нагород за їхні наступні альбоми: A Rush of Blood to the Head та Viva la Vida. Coldplay продав понад 90 мільйонів записів по всьому світу, що робить їх одним із найкращих у світі музичних виконавців. Кріс Мартін з'явився у списку Debrett 2017 серед найвпливовіших людей у Сполученому Королівстві.

## Ранні роки та навчання
Крістофер Ентоні Джон Мартін народився 2 березня 1977 року в місті Ексетер, Девон, Англія, і є найстаршим із п'яти дітей. Його батько Ентоні Джон Мартін був відставним бухгалтером, а мати Елісон Мартін працювала учителькою музики. Сім'я володіла автомобільним бізнесом під назвою Martins of Exeter, який був заснований Джоном Беслі Мартіном, дідом Кріса, в 1929 році. А в 1999 Ентоні Джон Мартін продав бізнес своєму колишньому співробітнику.
Мартін навчався у передпідготовчій школі Хілтон та підготовчій Exeter Cathedral School, де знайшов свою пристрасть до музики.[відсутнє в джерелі] Після школи Мартін пішов до Шербонської школи у Дорсеті, де він зустрів майбутнього менеджера Coldplay Філа Гарві.
Мартін продовжив навчання в Університетському коледжі Лондона (UCL). Протягом навчання проживав у студентському гуртожитку Ramsay Hall. У UCL Мартін зустрів майбутніх учасників Coldplay Джонні Бакленда, Гая Беррімана та Вілла Чемпіона.

## Кар'єра

### Coldplay
Навчаючись в університеті, Мартін познайомився з Джонні Баклендом, Віллом Чемпіоном і Гаєм Берріменом. В 1997 вони сформували рок-групу Coldplay. З виходом першого альбому Parachutes в 2000 році група завоювала популярність на міжнародній сцені.

### Сольна кар'єра
Як сольний виконавець, Мартін написав пісні для різних виконавців, включаючи Embrace («Gravity») і Jamelia («See It in a Boy's Eyes»). Крім того, Мартін співпрацював з Ron Sexsmith, Faultline, The Streets, і  Йеном Маккалохом. Він також виконував частину вокальної партії на синглі «Do They Know It's Christmas?» Групи Band Aid 20 в кінці 2004 року. У 2005 Мартін працював з Неллі Фуртаду над її піснею «All Good Things (Come to an End)» з альбому Loose. Після їх спільного виступу в 2002 році ходили чутки, що вони зустрічаються. Фуртадо сміялася над цією ситуацією: «Так, він мій хлопець, тільки сам про це поки не здогадується».
Захоплення Мартіна хіп-хоп музикою стало відомо влітку 2006 року, коли він почав працювати з репером Jay-Z над його альбомом Kingdom Come. Кріс накидав кілька акордів для майбутньої пісні «Beach Chair» і надіслав їх Jay-Z. Вони виконали цю пісню 27 вересня 2006 року в Royal Albert Hall в рамках Європейського туру Jay-Z. У 2007 Мартін з'явився на треку «Part of the Plan» дебютного сольного альбому Swizz Beatz One Man Band Man. Також Мартін сольно співпрацював з Каньє Вестом, з яким виконав експромт на концерті в Abbey Road Studios в 2006 році. Вони разом записали пісню «Homecoming».
У 2015 році Мартін співпрацював з продюсером та діджеєм Avicii. Він написав лірику до двох пісень з альбому Stories. Їх перше співробітництво офіційно називається Heaven.
У вересні 2016 року The Chainsmokers поділилися двома коротенькими кліпами до майбутньої пісні з вокалом від Мартіна. Пісня Something Just Like This, була випущена 22 лютого 2017 року і досягла третьої сходинки на американському Billboard Hot 100.
У квітні 2017 року англійська співачка і автор пісень Дуа Ліпа оголосила, що вона написала пісню з Мартіном під назвою Homesick. Пісня з'явилася на дебютному альбомі, який вийшов 2 червня 2017 року.

## Вплив на творчість та улюблені музиканти
Найсильніше на Мартіна вплинула творчість шотландського рок-гурту Travis, завдяки якому, за словами Мартіна, і виник Coldplay.
Ірландський рок-гурт U2 є ще одним важливим чинником у становленні як музичних смаків Мартіна, так і його політичних поглядів, про що він написав у списку 100 Найбільших Виконавців Всіх Часів журналу Rolling Stone: «Я не купую кожні вихідні квиток до Ірландії, але U2 — це єдина група, всі пісні якої я знаю напам'ять. Першу пісню альбому The Unforgettable Fire „A Sort of Homecoming“ я знаю вздовж і поперек — вона дуже надихає. Це одна з перших пісень, яку я зіграв своїй дитині, коли вона навіть ще не народилась».

Мартін також показує свою любов до норвезького synthwave гурту a-ha. Він каже, що коли йому було 12 років, пісня Hunting High and Low постійно крутилася в його голові. І зараз a-ha продовжує багато для нього значити. Також відомо, що Мартін наслідував стилю вокаліста Мортена Гаркета. Мартін також виступав разом з Магне Фуругольменом з a-ha, і назвав його «найкращим клавішником у світі»

Мартін також відомий як шанувальник англійських рок-гуртів Oasis і Muse, ірландського поп-гурту Westlife, англо-ірландського гурту Girls Aloud, англійського поп-гурту Take That, та канадського інді-рок-гурту Arcade Fire. Крім того, він є близьким другом музичної пари Jay-Z і Beyoncé.

## Інша діяльність
Мартін та гітарист гурту Coldlay Джоні Бакленд отримали роль камео у фільмі Зомбі на ім'я Шон. У 2006 році Мартін з'явився у комедійному телевізійному шоу Масовка Рікі Джервейса та Стівена Мерчанта. У червні 2015 року Мартін представив «Til Kingdom of Come» на похороні Бо Байдена, сина віцепрезидента США Джо Байдена, дізнавшись, що Байден був його шанувальником. У серпні 2017 року він виконав на фортепіано Crawling гурту Linkin Park, вшановуючи пам'ять Честера Беннінгтона, який вчинив самогубство місяць тому.

### Політичні погляди
Мартін був особливо відвертим у питаннях справедливої торгівлі і виступав за кампанію Make Trade Fair, організовану міжнародним об'єднанням Оксфам. Він подорожував до Гани та Гаїті, щоб зустрітися з фермерами та побачити наслідки недобросовісної торгівлі.
Мартін критикував політику президента США Джорджа Вокера Буша та війну в Іраку. Був прихильником кандидата в президенти від Демократичної партії Джона Керрі та підтримував Барака Обаму в 2008 році. 1 квітня 2006 року The Guardian повідомила, що Мартін підтримує лідера британської консервативної партії Девіда Кемерона. Він написав для партії тематичну пісню під назвою «Talk to David». Проте пізніше виявилось, що це був жарт до першого квітня.

### Благодійність
Під час гастролей до Австралії у березні 2009 гурт Coldplay разом із Крісом відкривали благодійний концерт Sound Relief у Сіднеї, присвячений жертвам лісових пожеж у штаті Вікторія 2009 року. Також Мартін виступав на благодійному концерті 12-12-12: Концерт на користь постраждалих від Сенді, який відбувався в якості збору коштів на допомогу постраждалим після Урагану Сенді. Він виконав пісні Viva la vida, Us Against the World, заспівав «Losing My Religion» разом з лідером гурту R.E.M. Майклом Стайпом. Серед виконавців були також Брюс Спрінгстін, Роджер Вотерс, Бон Джові, Ерік Клептон, The Rolling Stones, Аліша Кіз, The Who, Каньє Вест, Біллі Джоел та Пол Маккартні.
15 листопада 2014 року Мартін приєднався до благодійної групи Band Aid 30. Разом з іншими британськими співаками виконав пісню Do They Know It's Christmas, яка була присвячена зборам коштів для боротьби з епідемією Ебола в Західній Африці в 2014 році.
У 2015 році Мартін став креативним директором новоствореного фестивалю Global Citizen Festival. Фестиваль виник у 2015 році, щоб відзначити створення цілей сталого розвитку Організації Об'єднаних Націй, «список справ» з 17 завдань, спрямованих на припинення крайньої глобальної бідності до 2030 року. Фестиваль відбувся 26 вересня 2015 року в Центральному парку Нью-Йорку, серед виконавців були Coldplay, Beyonce, Pearl Jam та Ед Ширан.
У 2022 під час повномоштабного вторгнення підтримував Україну з гуртом у турі по Європі.

## Особисте життя
Мартін змушує себе пити горілку з журавлинним соком, коли він поводиться «як ідіот». PETA назвала його найсексуальнішим вегетаріанцем у світі у 2005 році. Проте він знову почав їсти м'ясо після розлуки з Гвінет Пелтроу. Мартін є прихильником футбольного клубу Арсенал.

### Стосунки
Мартін і американська акторка Гвінет Пелтроу одружилися 5 грудня 2003 року. Вони провели тиху церемонію в присутності своїх друзів і родини. Їхня дочка, Apple Blythe Alison Martin, народилася 14 травня 2004 року в Лондоні. Мартін і група випустили пісню «I am your baby's daddy» в очікуванні народження Apple. Пісня групи «Speed of Sound» також була створена під впливом першого батьківського досвіду Мартіна. Їхня друга дитина, син Moses Bruce Anthony Martin, народився 8 квітня 2006 року в Нью-Йорку. Сину дали таке ім'я на честь пісні «Moses», яку Мартін написав для Гвінет. Саймон Пегг та Джонні Бакленд є хрещеними батьками Apple, а Мартін є хрещеним батьком дочки Пегга.
Мартін і Пелтроу оголосили про своє «свідоме розлучення» у березні 2014 року після десятирічного шлюбу. Пелтроу подала на розлучення у квітні 2015 року. Суддя завершив його 14 липня 2016 року.
У грудні 2017 року стало відомо, що Кріс Мартін почав зустрічатися з акторкою Дакотою Джонсон. У 2025 році пара розійшлася. 

### Релігійні погляди
В інтерв'ю журналу Rolling Stone за 2005 рік Мартін, який був вихований людиною, що вірить у християнського Бога, сказав про свої релігійні погляди: «Я точно вірю в Бога». У цьому ж інтерв'ю він говорив про перебіг періоду духовної плутанини, заявивши: «Я пройшов через дивну плутанину, в період з 16 до 22 років». У інтерв'ю 2008 року він сказав: «Я завжди намагаюся з'ясувати, що таке» Він «або» Вона . Я не знаю, чи це Аллах, чи Ісус, чи Мухаммед чи Зевс." Після інтерв'ю він оголосив, що він є омністом, тобто тим, хто поважає всі релігії.

## Фільмографія

### Телебачення
| Рік  | Назва                | Роль  | Більше                                       |
| ---- | -------------------- | ----- | -------------------------------------------- |
| 2006 | Масовка              | Камео | «Chris Martin» (Season 2: Episode 4)         |
| 2010 | Сімпсони             | Камео | Season 21: Episode 11)                       |
| 2014 | Saturday Night Live  | Камео | Saturday Night Live (Season 39: Episode 764) |
| 2016 | Super Bowl 50        | Камео | «Super Bowl 50 halftime show»                |
| 2017 | Американська сімейка | Камео | Episode: «Brushes with Celebrity»            |

### Фільми
| Рік  | Назва                                                 | Роль           |
| ---- | ----------------------------------------------------- | -------------- |
| 2004 | Зомбі на ім'я Шон                                     | Камео та зомбі |
| 2009 | Бруно                                                 | Камео          |
| 2012 | Coldplay Live 2012 , документальний фільм             |                |
| 2017 | Avicii: True Stories, документальний фільм            |                |
| 2018 | Coldplay: A Head Full of Dreams, документальний фільм |                |

## Дискографія

### Сольна кар'єра
| Рік  | Пісня                                                   | Виконавець                   | Альбом                            | Роль                               |
| ---- | ------------------------------------------------------- | ---------------------------- | --------------------------------- | ---------------------------------- |
| 2002 | «Where Is My Boy?» «Your Love Means Everything, Pt. 2»  | Faultline                    | Your Love Means Everything        | Основний вокал                     |
| 2002 | «Gold in Them Hills»                                    | Ron Sexsmith                 | Cobblestone Runway                | Основний вокал                     |
| 2003 | «Sliding», «Arthur»                                     | Ian McCulloch                | Slideling                         | Клавіші, бек-вокал                 |
| 2003 | «See It in a Boy's Eyes»                                | Jamelia                      | Thank You                         | Співавтор, бек-вокал               |
| 2004 | «Everybody's Happy Nowadays»                            | Ash                          | Orpheus                           | Бек-вокал                          |
| 2004 | Gravity»                                                | Embrace                      | Out of Nothing                    | Автор                              |
| 2004 | «Do They Know It's Christmas?»                          | Band Aid 20                  | —                                 | Основний вокал                     |
| 2006 | «All Good Things (Come to an End)»                      | Неллі Фуртаду                | Loose                             | Співавтор, бек-вокал               |
| 2006 | In the Sun»                                             | Майкл Стайп                  | In the Sun                        | Бек-вокал                          |
| 2006 | Beach Chair»                                            | Jay-Z                        | Kingdom Come                      | Продюсер, бек-вокал                |
| 2007 | Homecoming»                                             | Kanye West                   | Graduation                        | Співавтор, основний вокал, клавіші |
| 2009 | «Lukas», «Fun», «[[Want (Natalie Imbruglia song)\|Want» | Наталі Імбрулія              | Come to Life                      | Співавтор                          |
| 2009 | «Dove of Peace»                                         | Бруно                        | Brüno                             | Основний вокал                     |
| 2010 | «A Message 2010»                                        |                              | Hope for Haiti Now                | Основний вокал, клавіші            |
| 2010 | «Most Kingz»                                            | Jay-Z                        | —                                 | Основний вокал                     |
| 2010 | «Me and Tennessee»                                      | Гвінет Пелтроу та Тім Макгро | Country Strong                    | Автор                              |
| 2012 | «I Don't Want You To Die»                               | The Flaming Lips             | The Flaming Lips and Heady Fwends | Основний вокал                     |
| 2014 | «Do They Know It's Christmas?»                          | Band Aid 30                  | —                                 | Основний вокал                     |
| 2015 | «True Believer»                                         | Avicii                       | Stories                           | Співавтор, гостьовий вокал         |
| 2015 | «Every Day's Like Christmas»                            | Кайлі Міноуг                 | Kylie Christmas                   | Автор, бек-вокал                   |
| 2016 | «Electricity»                                           | David Brent                  | Life on the Road                  | Співавтор, основний вокал          |
| 2017 | Homesick»                                               | Дуа Ліпа                     | Dua Lipa                          | Співавтор, гостьовий вокал         |
| 2018 | Heaven»                                                 | Avicii                       | —                                 | Співавтор, гостьовий вокал         |
| 2018 | «Keep Talking»                                          | Ріта Ора                     | Phoenix                           | Співавтор                          |

### Coldplay
- Parachutes (2000)
- A Rush of Blood to the Head (2002)
- X&Y (2005)
- Viva la Vida or Death and All His Friends (2008)
- Mylo Xyloto (2011)
- Ghost Stories (2014)
- A Head Full of Dreams (2015)